# Jan-Erik Stenius
Jan-Erik Elias Stenius, född den 25 september 1913 i Karlstad, död den 12 september 2008 i Karlskrona, var en svensk ämbetsman. Han var son till Elias Stenius.
Stenius avlade studentexamen i Uppsala 1934 och juris kandidatexamen vid Uppsala universitet 1938. Efter tingstjänstgöring 1938–1941 anställdes han i Socialdepartementet 1941, blev tillförordnad andre kanslisekreterare där 1946, andre kanslisekreterare i Inrikesdepartementet 1947, regeringsrättssekreterare 1947 och kansliråd i Finansdepartementet 1956 (tillförordnad 1953). Stenius var landssekreterare i Blekinge län 1968–1971 samt länsråd och landshövdingens ställföreträdare 1971–1978. Han publicerade artiklar i Förvaltningsrättslig tidskrift med flera facktidskrifter. Stenius blev riddare av Vasaorden 1953 och kommendör av Nordstjärneorden 1968. Han vilar i sin familjegrav på Uppsala gamla kyrkogård.